# Тимошенко Іван Іванович (арбітр)
Іван Іванович Тимошенко (рос. Иван Иванович Тимошенко; нар. 25 вересня 1941, Єйськ, Краснодарський край — пом. 30 березня 2007, Ростов-на-Дону) — радянський футбольний суддя, до того — футболіст. Півзахисник, грав за «Ростсільмаш» і «Авангард» (Ростов-на-Дону). Майстер спорту СРСР, заслужений тренер РРФСР. Суддя всесоюзної категорії (1981), арбітр ФІФА (1984).

## Кар'єра
Розпочав грати у футбол 1953 року в Єйську. Захищав кольори ростовських клубів «Ростсільмаш» (1969–1970) і «Авангард» (1971–1977). Виступав за збірну РРФСР. Судив футбольні матчі з 1976 року. Обслуговував фінали Кубка СРСР 1986, 1988 і 1990. У вищій лізі СРСР відсудив 136 матчів (1980–1991), 5 разів потрапляв до списку найкращих суддів Радянського Союзу. З 1991 року був головою та головним тренером ФК «Авангард» (Ростов-на-Дону).